# Cars Land
Cars Land es una zona temática de Disney California Adventure Park, inspirada en la franquicia de Pixar Cars en Anaheim, California. El área de 12 acres (4,9 ha), construida como parte del proyecto de expansión de Disney California Adventure Park, se inauguró el 15 de junio de 2012. Contiene tres atracciones, así como tiendas y restaurantes, todos situados en una réplica de Radiador Springs, la ciudad ficticia en la que tienen lugar la mayoría de los eventos de la primera película. La principal atracción de la zona es Radiator Springs Racers, un paseo de carreras que utiliza la tecnología de Epcot Test Track.

## Historia
La mayor parte del actual sitio de Cars Land se había utilizado como el estacionamiento "Timon" desde 2001; el lote había sido designado como espacio de crecimiento futuro para Disney California Adventure Park cuando fue diseñado originalmente en la década de 1990, y fue parcialmente construido con The Twilight Zone Tower of Terror y la sección de Flik's Fun Fair de A Bug's Land. Una pequeña porción de Cars Land fue construido sobre el sitio de la Bountiful Valley Farm, una de las atracciones originales del parque.
Como se revela en The Imagineering Story, inicialmente el parque iba a ser llamado "Carland" y sería temático después del automóvil en general. No fue hasta después de que Cars fuera visto como una franquicia viable que fue retenada y renombrada "Cars Land".
El arte conceptual de "Carland" apareció en la sección "Dreaming" del Informe Anual 2006 de Walt Disney Company, publicado el 12 de diciembre de 2006, seis meses después de que Cars fuera lanzado en los cines. El arte conceptual representaba un simulador de carreras, pero no proporcionaba detalles; El director ejecutivo de Disney, Robert Iger, declaró en ese momento que el arte conceptual representaba proyectos en varias etapas de desarrollo, y que algunos de los proyectos representados "pueden nunca ser construidos".
El 17 de octubre de 2007, Disney anunció un plan de renovación y expansión de 5 años y 1.100 millones de dólares para Disney California Adventure. El plan incluía una importante revisión de varias áreas existentes del parque y la adición de Cars Land, un área temática de la película de 2006; Cars Land estaría anclado por Radiator Springs Racers, una versión de Cars de Test Track, un paseo en Epcot en el Walt Disney World Resort. Cars Land junto con la plaza de entrada rediseñada, Buena Vista Street, fueron las últimas características del proyecto de 5 años en ser completado, y se inauguró el 15 de junio de 2012.

## Atracciones

### Radiador Springs Racers
Radiator Springs Racers – un paseo oscuro en el coche tragaperras. La atracción lleva a los huéspedes en vehículos de seis personas a través de las sinuosas carreteras hasta las montañas fuera de Radiador Springs y por la escena de la cascada en la primera película. Los coches entran en la montaña y dan un paseo semi-salvaje a través de las afueras de la ciudad donde se encuentran con una serie de personajes. Finalmente, entran en Radiator Springs en el momento en que la pista se divide en dos: uno entra en Ramone's mientras que el otro en Luigi. Desde aquí, los coches entran en una sala de reuniones donde Doc da a los huéspedes algunos consejos para la próxima carrera. Las dos vías vuelven cerca una de la otra y dos coches se detienen uno al lado del otro. La carrera comienza a medida que los vehículos aceleran fuera de la montaña y a través de giros de horquilla y bancos empinados, terminando con un resultado de carrera aleatorio y luego un breve viaje a través de Las cavernas de la luz de la cola. La tecnología utilizada es similar a Test Track en Epcot en Walt Disney World en Florida, y Journey to the Center of the Earth en Tokyo DisneySea.

### Mater's Junkyard Jamboree
El Jamboree Demánte de Mater (renombrado JamBOOree de Mater's Graveyard durante Halloween y Jingle Jamboree de Mater durante la Navidad), una atracción al estilo de un paseo con látigo temático a La Chatayard de Mate. Mate es el Maestro de Ceremonias del Jamboree. Los vehículos son tractores de bebé que tiran de remolques unidos a ellos que se mueven con la música.
Atracciones similares a La Chatayard Jamboree de Mate se han construido desde que el viaje abrió con Cars Land en 2012. El ejemplo más reciente es Alien Swirling Saucers, un paseo con látigo que se abrió en la versión de Disney Hollywood Studios de "Toy Story Land" en 2018.

### Luigi's Rollickin' Roadsters
Luigi's Rollickin' Roadsters (renombrado Luigi's Honkin' Haul-O-Ween durante Halloween y Luigi's Joy to the Whirl durante la Navidad) – Los huéspedes hacen cola en la tienda Casa Della Tires de Luigi y viajan en vehículos que se mueven y giran hacia la música italiana. La atracción utiliza un sistema de paseo sin pistas, similar a Aquatopia en Tokyo DisneySea. Los vehículos de paseo se representan como primos de Luigi que han venido a Radiator Springs para una celebración de baile. La atracción, que se inauguró oficialmente el 7 de marzo de 2016, reemplazó a Luigi's Flying Tires, la atracción original en este lugar.

## Restaurantes

### Cono Comodín
El Cono Comodín cuenta con cinco conos diferentes, cada uno con un menú diferente de comida y bebida, incluyendo churros, helados, aperitivos, pretzels y palomitas de maíz. La oficina del motel en frente no es accesible para los huéspedes, aunque el interior está decorado como lo fue en las películas. Además, las entradas frontales y laterales del motel es un espacio común para el encuentro de personajes y saludos, con los huéspedes pudiendo conocer a Rayo McQueen, Mate, y, más recientemente, Cruz Ramírez.

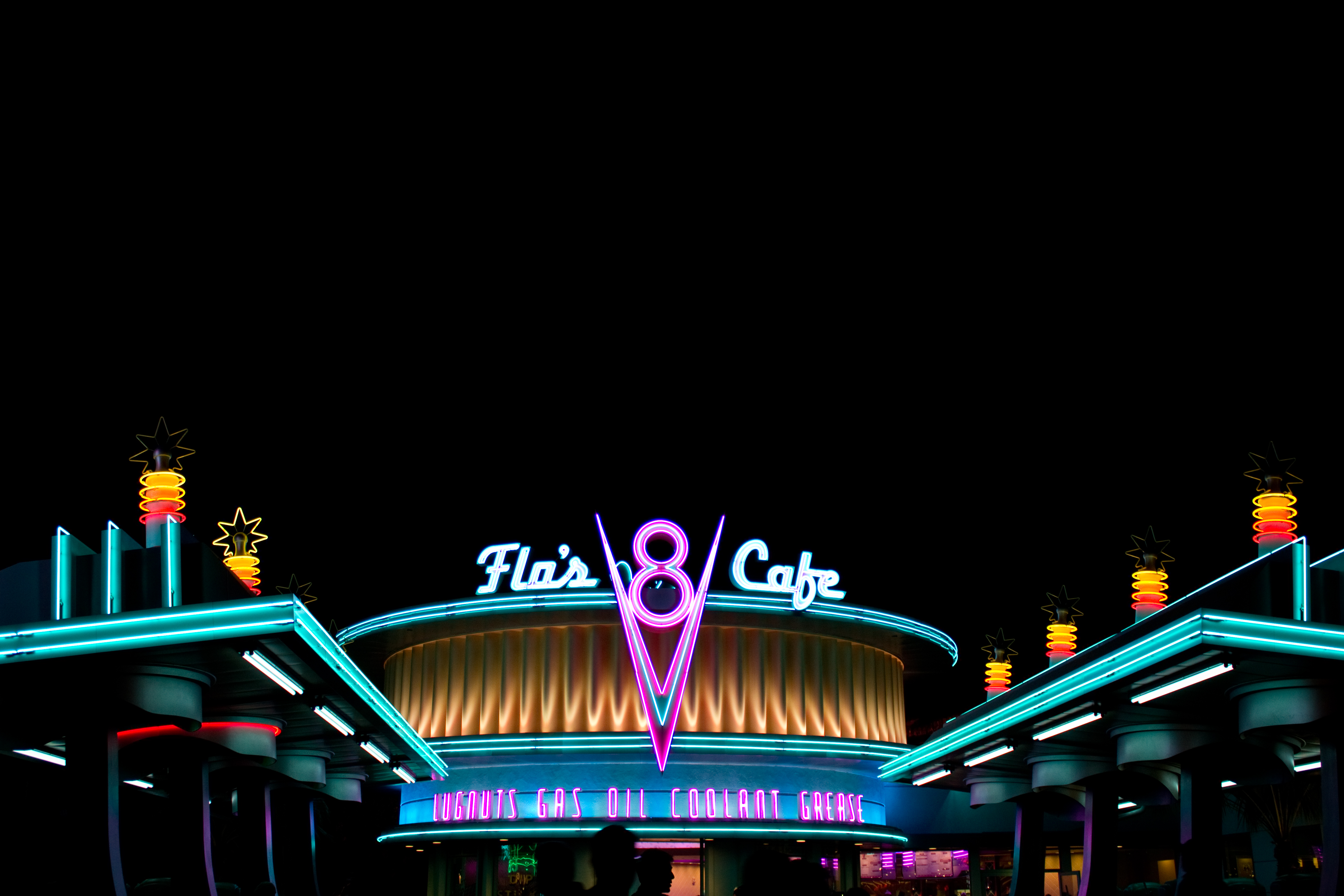
Flo's V8 Cafe por la noche

### Flo's V8 Cafe
El Flo's V8 Cafe sirve desayunos, almuerzos, cenas y postres con platos tradicionales americanos de estilo casero. Parte del comedor interior se encuentra dentro de la clínica médica Ornament Valley de Doc Hudson, mientras que los huéspedes también pueden cenar al aire libre debajo de las bombas de gas y en las mesas detrás del restaurante. En su interior, Decor rinde homenaje a la historia de "Motorama Girls" del Cars Storybook y escenas eliminadas, y a los títulos de la Copa Pistón de Fabulous Hudson Hornet.

### Fillmore's Taste-in
Fillmore's Taste In es un puesto de aperitivos de servicio rápido que sirve aperitivos y bebidas envasados.

## Personajes

Rayo McQueen

- Rayo McQueen (vestido de superhéroe durante Halloween)
- Mate (vestido de vampiro durante Halloween y como Santa Claus durante la Navidad)
- Rojo (vestido de payaso durante Halloween)
- Cruz Ramirez (vestida de pirata durante Halloween)
- DJ (vestido de rockero punk durante Halloween)

## Compras
- Ramone's House of Body Art
- Cabaña con superávit del sargento
- Radiador Springs Curios (renombrado Radiador De Invierno Curios durante la Navidad)

## Diseño
El diseño de Cars Land desde la perspectiva del huésped es uno de mirar por la calle principal de Radiador Springs, EE. UU., como se ve en la película original de Cars. Hay referencias a los eventos de Cars 2 en toda la tierra, como una cartelera (vista al entrar desde A Bug's Land) que le da a Mater el título de "Sir", y una foto firmada de Finn McMissile con Luigi y Guido en Casa Della Tires de Luigi, además de recuerdos de su viaje al Gran Prix Mundial en una vitrina.
La calle principal es la Ruta 66 que viene desde el área de Golden State, frente a la Bodega Golden Vine y Walt Disney Imagineering Blue Sky Cellar. Hay otra entrada es una calle desde Ornament Valley desde Pacific Wharf, que se llama Cross Street. Al final de la Ruta 66 está el tribunal/bombero donde se divide la calle. A la izquierda de la división hay una puerta de acceso entre bastidores. A la derecha de la división está la entrada a Radiator Springs Racers. A lo lejos, se pueden ver la tapa del radiador y la cordillera del valle del ornamento. El borde oriental de la cordillera del Ornamento incluye la cordillera Del Cadillac que consiste en aletas de cola Cadillac que tienen 38 m de altura y cubren 300 000 pies cuadrados (27 870,9 m²).